# 鵬瑞利中國商用信託
鵬瑞利中國商用信託（英語：Perennial China Retail Trust，SGX：N9LU），在2011年由ST Asset Management Ltd（淡馬錫控股有限公司旗下）分拆成立信託公司，也就是由潘錫源（現任總裁）創立。
現時在中國內地經營各類商場店舖，主要地區沈陽、西安、成都、長沙，以及佛山商用樓宇。主要資產包括成都龙之梦购物中心（2011年11月4日以22亿8000万元人民幣收購）、沈阳的龙之梦购物中心、红星美凯龙龙之梦店、龙之梦写字楼等。
該股份原本在2011年3月14日於新加坡交易所主板上市，但由於價格未能吸引，於是順延至6月9日上市，收盤報為0.61新元，比招股價（0.7坡元）下跌了13%，主要基礎投資者包括AEW Capital Management、美國友邦保險、CBRichard Ellis Global Real Estate Securities、恒基地產、Lion GlobalInvestments、Cosmo Top和英國保誠。集資額39,450,530坡元，以發行信託563,579,000單位。 
總部位於6 Temasek Boulevard, #25-04/05 Suntec Tower Four, Singapore 038986（新加坡淡馬錫大道新達城大廈第四期25樓4至5室）。

## 連結
- PerennialChinaRetailTrust.com（页面存档备份，存于）